# Joachim von Ostau
Joachim von Ostau (* 18. April 1902 in Berlin; † 22. März 1969 ebenda) war ein deutscher Schauspieler, Theaterregisseur, Theaterdirektor, Bühnenautor, Fabrikant und Parteiengründer. Ostaus Interesse für die Kunst und Politik wurde u. a. durch seine Familie geweckt: seine ältere Schwester, Ruth von Ostau (1899–1966), war Schriftstellerin, sein Großvater, Otto von Dewitz (1850–1926), war preußischer Abgeordneter. Die Familie von Ostau entstammt dem preußischen Uradel mit dem Stammhaus Ponnau (Kreis Königsberg).

## Von der Kadettenschule zum Theater
Joachim von Ostau wurde als Sohn des Rittmeisters und Rittergutsbesitzers Heinrich von Ostau und seiner Frau Anna, geb. von Dewitz in Berlin geboren. Seine gesamte Ausbildung zielte darauf Offizier zu werden, doch in der veränderten Situation nach dem Ersten Weltkrieg scheiterten diese Pläne. Nach dem Besuch der Kadettenschule und des Realgymnasiums machte Ostau ab 1921 eine Bankausbildung und war ab 1922 in mehreren Berliner Unternehmen tätig. 1924 wechselte er zur Bühne. Über Recklinghausen, Darmstadt und Stettin gelangte er wieder nach Berlin, wo er 1929 die Geschäftsführung des Residenztheaters übernahm. Im Juni 1929 heiratete Ostau die Schauspielerin Erna van Delden. Von seinem Schwiegervater, dem Textilindustriellen Dr. Hendrik van Delden finanziell unterstützt, ließ er im Sommer 1929 das „Neue Theater am Zoo“ modernisieren und führte es als Privattheater. Wohlwollend wurde Ostau dabei u. a. von Gerhart Hauptmann durch Premierenbesuche unterstützt. Zu seinem Ensemble gehörten bekannte Schauspieler wie Carl Ludwig Achaz, Ewald von Demandowsky, O. E. Hasse, Eugen Klöpfer und Alexander Moissi. Die bald darauf einsetzende Weltwirtschaftskrise und Betrügereien von Geschäftspartnern führten zum Konkurs. Ostau wechselt zum Max-Reinhardt-Konzern, übernahm in der Saison 1930/31 das „Berliner Theater“, doch seine finanziellen Probleme zwangen ihn auch hier zur Aufgabe.

## Ambivalentes Verhältnis zum Nationalsozialismus
Nach seinen Theaterkonkursen arbeitete Ostau im Frühjahr 1931 einige Wochen lang für die „Nationalsozialistische Volksbühne“. Zum 1. Juni 1931 trat er in Gronau (Westfalen) der NSDAP bei (Mitgliedsnummer 551.380) und übernahm in schneller Folge zahlreiche Ämter (Leiter der NSDAP-Ortsgruppe, Kreisleiter der NSDAP des Kreises Ahaus, Gaupropagandaleiter II des Gaus Westfalen-Nord). Für die Reichspräsidentenwahl im März 1932 setzte sich Joachim von Ostau, stets voller Bewunderung für das Kaiserhaus, für die Kandidatur des Kronprinzen Wilhelm ein. In dem schwelenden Streit zwischen „Stahlhelm“ und SA veröffentlichte Ostau am 3. Oktober 1932 in der Zeitschrift „Fridericus“ einen offenen Brief an Hitler, der am 27. Oktober 1932 zum Parteiausschluss führte. Ostau identifizierte sich zunehmend mit den Gruppierungen monarchistisch geprägter Konservativer, von denen sich die nationalsozialistische Bewegung im Zuge der Machtergreifung abgrenzte. Anfang der 1930er Jahre lernte er über seine Schwester Ruth zudem Erwin Planck (* 1893, 1945 hingerichtet) kennen und erhielt so Verbindungen zu dem Kreis um General Kurt von Schleicher (* 1882, 1934 ermordet).

## „Motor“ der deutsch-niederländischen Regionalkultur
Im Mai 1931 wurde Ostau mit Hilfe seines Schwiegervaters zum Fabrikanten an der deutsch-niederländischen Grenze. Mit seinem Umzug in die boomende Industriestadt Gronau (Westfalen) begann sein Engagement im Kulturleben des Grenzraums. Jahr für Jahr brachte Ostau mit dem Theaterkreis des örtlichen Fabrikantenclubs Berliner Erfolgsstücke auf die Bühne. In dem niederländischen Pianisten und Dirigenten Pieter Herfst fand er einen professionellen Partner, der ebenfalls in Berlin als Künstler tätig war. Das städtische Sinfonieorchester, die lokalen Caféhauskapellen und die Theateramateure wurden 1935 in der komplexen Institution einer Operettengesellschaft, in der „Enschedesch Opera en Operette Gezelschap“ zusammengefasst. Der Höhepunkt dieser Kulturkooperation war 1938 die Uraufführung der Operette „Insel der Träume“ (Musik: Hans-Martin Majewski), zu der Joachim von Ostau das Libretto geschrieben hatte. Die Vorbehalte der NSDAP-Kreisleitung gegen Ostaus Person verhinderten weitere Projekte, der Zweite Weltkrieg zerstörte letztlich das grenzüberschreitende Miteinander von Deutschen und Niederländern. Als letzte Kultureinrichtung im deutsch-niederländischen Grenzraum gründete Ostau 1946 die „Gronauer Kunstgemeinde“, aus der 1949 der „Kulturring“ der Stadt Gronau hervorging.

Fabrikgebäude der ehem. „Westfälischen Textilfaser-Gesellschaft mbH“ (1937 erbaut); modernisierter Zustand (2004)

## Errichtung der „Hanfwerke“ (1937)
Parallel positionierte sich Ostau auf wirtschaftlichem Gebiet, speziell bei der „Schaffung deutscher Roh- und Werkstoffe“. Im Zuge der Autarkiepolitik wurden in Gronau die „Westfälische Textilfaser-Gesellschaft mbH“ sowie die „Hanfverwertung GmbH“ errichtet und im November 1937 der Öffentlichkeit präsentiert. In Kösternitz (Pommern) erwarb Ostau Hanfanbauflächen. Die engeren Verknüpfungen dieser innovativen Industrieanlagen mit der IG Farbenindustrie AG und der Kaiser-Wilhelm-Gesellschaft sind bisher noch nicht untersucht worden.

## Parteiengründungen nach 1945
Im Zusammenbruch des nationalsozialistischen Staates sah Ostau eine Chance für die verspätete Umsetzung seiner politischen Ideale, die teilweise noch aus dem Kaiserreich stammten. Mit dem demokratischen Neubeginn der Bundesrepublik Deutschland hatte dies inhaltlich aber nur wenig zu tun. Vor allem in den Jahren 1945–49 betätigte er sich als Parteiengründer im rechten politischen Spektrum. Gemeinsam mit Reinhold Wulle gründete er in Gronau zunächst am 31. Oktober 1945 die Deutsche Aufbaupartei (DAP), die am 22. März 1946 mit der Deutschen Konservativen Partei zur DKP-DRP fusionierte. 1947 wurden die „Nationale Einheitspartei Deutschlands“ und der „Bund Deutsche Erneuerung“ auf den Weg gebracht, aber von der britischen Militärregierung letztlich nicht genehmigt. 1949 war er Gründungsmitglied der „Gemeinschaft unabhängiger Deutscher“. Eine politische Heimat fand Ostau 1956 in der FDP, blieb aber den sich immer wieder neu formierenden Strömungen der politischen Rechten weiterhin verbunden.

## Rückkehr nach Berlin
Nach dem Tod des Familienpatriarchen (1950) kam es im Unternehmen Gerrit van Delden & Co. zu Konflikten, die letztlich auch zum Scheitern von Ostaus Ehe beitrugen. Als Gesellschafter einer Immobilienfirma zog Ostau zunächst nach Mönchengladbach und ging eine zweite Ehe ein. 1956 wechselte er dann nach Berlin, wo er auch 1969 gestorben ist.

Freikarte für „Insel der Träume“ (2. Aufführung, 16. Mai 1938), Ostau verfasste das Libretto

## Bühnenwerke
- 1929: Außenseiter (Theaterstück)
- 1931: Volkes Not (Theaterstück)
- 1933: Spa (Theaterstück)
- 1934: Hilfe, ein Geldfeind! (musikalische Komödie; Musik: Hans Jönsson)
- 1938: Insel der Träume (Operette; Musik: Hans-Martin Majewski)